# Système éducatif en Algérie
Le système éducatif algérien assure la prise en charge de l'instruction des Algériens. Il est piloté par le ministère de l'Éducation nationale. La Constitution algérienne garantit le droit à l’enseignement pour tous. L’évolution du système éducatif algérien est passée par trois périodes depuis 1962 : une politique de récupération du système colonial puis des réformes pour affirmer l’indépendance et confirmer le pouvoir national et enfin une politique de gestion des flux.
En Algérie, la première année de scolarité est la première année de primaire et la septième année de secondaire. Avant 2008, l'enseignement se composait de six années de primaire. L'école est obligatoire à partir de six ans. Avant six ans, les enfants peuvent être pris en charge par le secteur pré-scolaire (crèches).

## Historique

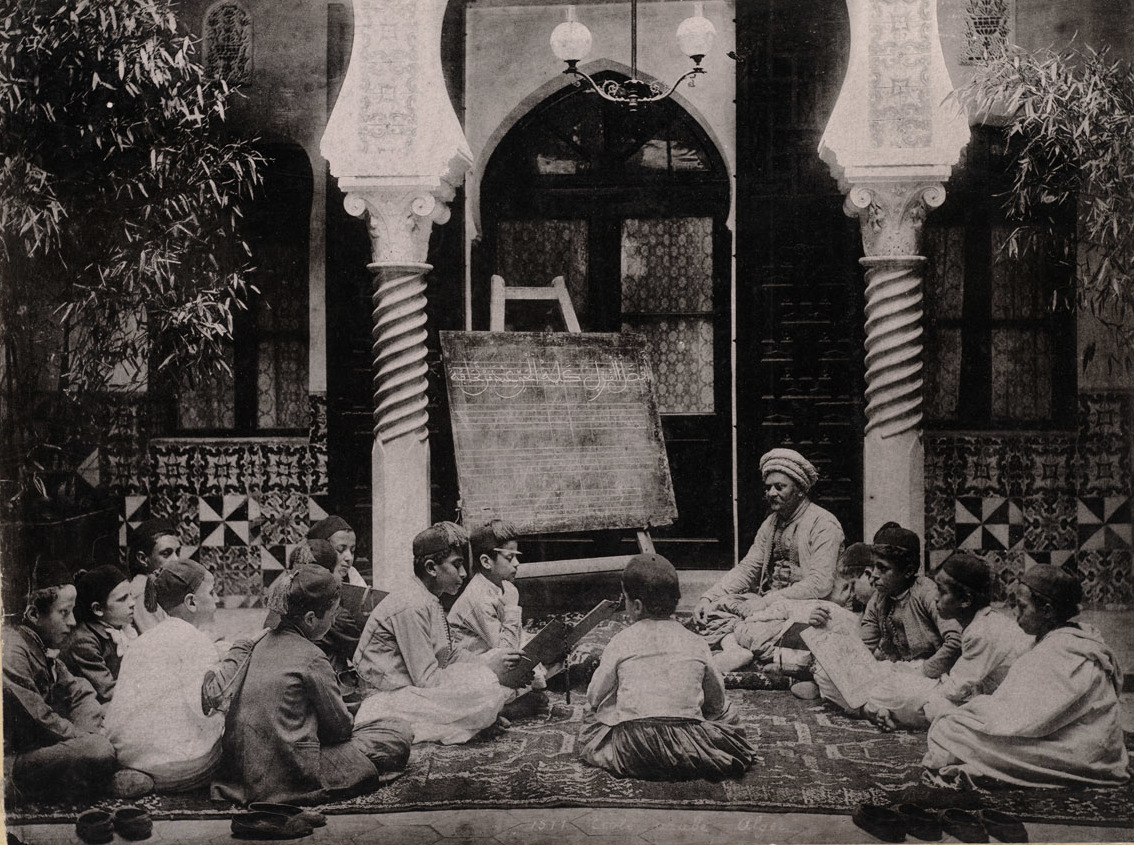
École arabe à Alger pendant la colonisation française.

### Période de la Régence d'Alger
Avant 1830, comme dans l’ensemble des pays musulmans, l’enseignement en Algérie est étroitement lié à la religion et dispensé dans les écoles coraniques, rabbiniques ou au sein de congrégations religieuses. Ce modèle éducatif reste en vigueur pour l’enseignement primaire jusqu’au milieu du XIXe siècle. Ces précisions sont essentielles pour dresser un état des lieux de l’éducation au moment de l’instauration d’un système scolaire spécifique aux populations autochtones d’Algérie sous la colonisation française (1830-1962), ainsi que de l’évolution du système éducatif après l’indépendance (1962-2012). Nous nous limiterons ici aux éléments les plus marquants de ces périodes.
Cet état des lieux vise à évaluer le niveau scolaire et culturel de la population sous la Régence d’Alger. Avant d’aborder l’organisation du système scolaire à cette époque, il est important de rappeler que la population, estimée à environ deux millions et demi d’habitants, était inégalement répartie sur un vaste territoire. L’économie reposait principalement sur l’agriculture et l’élevage. Toute prospérité économique qu’avait connue l’Algérie à l’époque de Carthage avait disparu, et celle d’Alger au début du XIXe siècle n’était qu’une illusion.
L’enseignement était alors dispensé localement et réservé aux garçons dans les écoles coraniques. Peu d’archives existent sur leur fonctionnement, mais on estime qu’environ 2 000 écoles coraniques étaient en activité dans l’ensemble de la Régence d’Alger. Le Coran constituait le principal, voire l’unique, support pédagogique. L’instruction religieuse, essentiellement fondée sur la mémorisation et la récitation du Coran, se poursuivait jusqu’à l’âge de seize ans. Les enfants n’apprenaient à lire et écrire que les versets coraniques. L’étude se faisait dans un cadre collectif et bruyant : tous les élèves récitaient simultanément à haute voix les versets afin de les mémoriser. La première chose qu’un enfant apprenait était la « Fatiha », première sourate du Coran, qui résume la profession de foi islamique : « Il n’y a de Dieu qu’Allah et Mohamed est son prophète ».
Seuls les élèves parvenant à mémoriser l’intégralité des versets du Coran avaient deux possibilités :
1. Devenir tolba (étudiants en sciences religieuses). Dans des villes comme Constantine et Tlemcen, on comptait environ 2 000 écoliers répartis dans 50 msids (écoles coraniques) et 600 tolba dans les deux médersas de ces villes.
2. Poursuivre des études secondaires ou supérieures, soit en Algérie, soit dans les grandes institutions religieuses du monde musulman, notamment dans les mosquées-universités de Tunis ou du Caire, afin d’approfondir leurs connaissances. Le Maroc et la Tunisie disposaient de prestigieuses universités, telles que la Qarawiyyīn à Fès et la Zitouna à Tunis, qui formaient des cadres destinés à l’administration et aux mosquées. Le programme d’enseignement de ces institutions reposait essentiellement sur le Coran, son exégèse, le hadith, la jurisprudence islamique (fiqh et uṣūl al-fiqh) ainsi que la grammaire arabe.

Dans la Régence d'Alger, le contenu des études secondaires et supérieures différait qualitativement de celui des écoles coraniques. Au sein des zaouïas (confréries religieuses), l’enseignement incluait l’étude du Coran, de la langue et de la littérature arabes, de la grammaire, de la jurisprudence et de la théologie. Certaines zaouïas enseignaient également des disciplines plus techniques comme l’arithmétique, à travers les travaux d’Ibn al-Haṣṣār et d’Ibn Khaldoun, ainsi que la médecine, via les traités d’Ibn Sīnā (Avicenne) (M. Bennoune, 2000). On y trouvait ainsi une ébauche d’enseignement supérieur couvrant la linguistique, la médecine, la théologie, les mathématiques et l’astronomie, bien que la théologie y dominât largement.
Dans les campagnes, l’enseignement était principalement assuré par les confréries religieuses et les zaouïas, qui étaient largement répandues (on en comptait 30 dans la région de Tlemcen). Ces institutions entretenaient des écoles coraniques, où l’on enseignait aux enfants la lecture, l’écriture et la mémorisation de versets du Coran. Cet enseignement, modeste et exclusivement rattaché à la religion, était réservé aux garçons et permettait la scolarisation d’environ 20 % des enfants au niveau primaire.
Si l’enseignement technique et scientifique était pratiquement inexistant, l’instruction élémentaire était, en revanche, largement répandue. L’évaluation de l’état de l’instruction en Algérie à cette époque est globalement favorable, bien que la qualité de cet enseignement puisse être questionnée.
Le général Daumas (1853) affirme ainsi :
« « L’instruction primaire était beaucoup plus répandue en Algérie qu’on ne le croit généralement. Nos rapports avec les indigènes des trois provinces (Tlemcen, Alger, Constantine) ont démontré que la moyenne des individus du sexe masculin sachant lire et écrire était au moins égale à celle que les statistiques départementales ont révélée pour nos campagnes. » »
Selon Daumas, on comptait entre 2 000 et 3 000 jeunes par province suivant un enseignement de niveau intermédiaire dans les médersas, et entre 600 et 800 étudiants atteignant le niveau des sciences du droit et de la théologie.
Cette observation était partagée par Marcel Emerit, qui estimait que le taux d’illettrisme en Algérie à cette époque était inférieur à celui de la France, où il dépassait 40 % (M. Emerit, 1951). De son côté, Rozet (1833) écrivait en 183 que cette population :
« La population Algérienne a peut-être plus d’éducation que le peuple français ; presque tous les hommes savent lire, écrire et compter… »

#### L'instruction des juifs
Quant à la population juive, elle n’a pas de système éducatif organisé. C’est le grand prêtre Yéchouchoua ben Gamla qui a mis en place un véritable réseau d’enseignement. Chaque communauté suffisamment importante se doit d’avoir son école. On doit obligatoirement apprendre dès l’âge de cinq ou six ans. Les cours sont donnés à la synagogue et quelquefois dans la maison du maître. Seuls les garçons vont à l’école, mais dans certaines localités, les filles reçoivent à domicile une éducation de base dispensée par des maîtres particuliers. Les enfants apprennent à lire et à mémoriser des parties entières de la Tora, et à écrire et à réciter les prières. La majorité des enfants ne poursuivent pas leurs études après l’âge de13 ans. Seuls les élèves particulièrement brillants ou poussés par leurs parents poursuivent encore leurs études.

#### Limite de ce système éducatif
Pour Mustapha Lacheraf (1963), le système éducatif algérien est resté traditionnel, voire archaïque, en comparaison avec les pays ayant déjà amorcé leur modernisation infrastructurelle et superstructurelle. Certes, avant l'occupation coloniale, « l'enseignement était relativement répandu en Algérie. Il existait des milliers d'écoles, chaque village en possédant au moins deux. Mais à cette époque, la culture arabe d'Algérie subissait plus ou moins le sort de celle des pays d'Orient et d'Afrique. Sortant à peine d’une scolastique, elle restait une culture d’érudits, respectable à certains égards. Il y avait alors moins d'illettrés en Algérie qu'en France, mais cette affirmation doit être replacée dans son contexte. Cette culture arabe, statique et décorative, restait assez sommaire et marquée par des références vieillottes, même pour le XIXe siècle. Elle ne procédait ni par investigation, ni par sens critique, contrairement à la culture moderne »
Les écoles élémentaires en Algérie apparaissaient alors sans réel intérêt pédagogique : les enfants n’apprenaient à lire et écrire que les versets du Coran, sans en comprendre le sens. La majorité se contentait de réciter machinalement, sans approfondissement, des passages enseignés par des tolba eux-mêmes limités dans leur compréhension. Quant aux élèves considérés comme les plus instruits, ils maîtrisaient à peine la lecture et l’écriture. L'enseignement se réduisait donc à la seule mémorisation, sans analyse ni réflexion, faute de compétence des maîtres. Certains enseignants déclaraient même sans détour que "la première de toutes les choses était le Coran" et que toute autre forme de savoir était dénuée d’intérêt.

### Occupation coloniale 1830-1962
La colonisation française en Algérie a profondément bouleversé le tissu social et culturel du pays, provoquant des destructions massives, la spoliation des terres et une déculturation progressive de la population. Parmi les premières mesures de dépossession initiées par Bugeaud, figure la confiscation des biens de la fondation pieuse "La Mecque et Médine", qui finançait traditionnellement l’éducation des enfants.
Les arrêtés du 7 décembre 1830, du 23 mars 1843 et du 4 juin 1843 ont entériné l’intégration au domaine public des biens des mosquées et des habous, privant ainsi le système éducatif de ses principales ressources. Ces décisions marquent le début de l’effondrement du système d’enseignement traditionnel algérien, qui jusque-là reposait sur ces financements.
Les autorités coloniales ne dissimulent pas leur intention d’anéantir l’instruction indigène. Perville (1984) rapporte ainsi une déclaration explicite :
« Lorsque les écoles coraniques seront tombées en poussière et que le peuple arabe sera retourné à l’ignorance des premiers âges, il sera alors possible de lui apprendre quelque chose. »
De même, le général Ducrot exprime sans détour la volonté de freiner toute transmission du savoir traditionnel :
« Entravons autant que possible le développement des écoles musulmanes et des zaouïas… tendons, en un mot, au désarmement moral et matériel du peuple indigène. »
Les conséquences de cette politique sont désastreuses : les écoles coraniques et médersas sont délaissées, à l’exception de celles que les habitants parviennent à entretenir avec leurs propres moyens. Dans les tribus, de nombreuses zaouïas situées à proximité des centres européens sont abandonnées. D’autres sont détruites par les combats, et les manuscrits servant de support à l’enseignement sont dispersés.
Sur le plan humain, une grande partie des enseignants fuit vers les régions encore non-occupées par l'occupant. Ceux qui restent, privés de rémunération et de logement, sombrent dans la précarité, se limitant désormais à des fonctions religieuses. Selon Agèron, dès 1847, l’effondrement est tel que l’Algérie ne parvient plus à former ni cadis, ni muftis, ni même professeurs (mouderès) ou maîtres d’école (mouadebs).

### Algérie Post-Révolution

#### État des lieux et objectifs
À l’aube de sa victoire et son Indépendance, l’Algérie se trouve confrontée à un double héritage lourd de conséquences : sept siècles de déclin relatif progressif et 132 ans de d'occupation coloniale française. Ce passé pèse particulièrement sur l’éducation, avec un taux d’analphabétisme atteignant 86,3 % en 1954. L’accès à l’école demeure un privilège : avant 1962, plus de 80 % des enfants en âge scolaire (6 à 15 ans) ne sont pas scolarisés.
Face à cette réalité alarmante, l’Algérie victorieuse et Indépendante s'engage dès 1962 dans une série de réformes éducatives, visant à reconstruire un système scolaire inclusif et adapté aux besoins nationaux. Lors de la première réunion du 15 décembre 1962, cinq objectifs majeurs sont définis :
- L’algérianisation progressive du corps enseignant, pour remplacer les cadres coloniaux.
- L’arabisation de l’enseignement, afin de réhabiliter la langue et l’identité nationale.
- L’unification du système éducatif, pour mettre fin aux disparités héritées de l’ère coloniale.
- L’orientation scientifique et technique de l’éducation, en adéquation avec les besoins du pays.
- La démocratisation de l’instruction publique, pour assurer un accès élargi à l’éducation.

Cependant, les fortes pressions démographiques et le manque d’infrastructures limitent la portée immédiate de ces réformes, qui restent partielles et souvent empiriques. L’appareil scolaire laissé par la colonisation ne permet d’accueillir que 777 636 élèves en primaire en 1962-1963, dont 282 842 filles, soit un taux de scolarisation de 36,7 %.
Au niveau secondaire, seuls 19 500 élèves sont inscrits, et les filles ne représentent que 27,87 % des effectifs scolaires. Malgré ces contraintes initiales, la rentrée de 1962 marque un tournant décisif, posant les bases d’une expansion éducative qui s’amplifiera dans les années suivantes.

#### Déficit de professeurs
Après le départ massif des Français au lendemain de l'indépendance en 1962, l’Algérie s'est retrouvée avec un grand déficit en enseignants augmenté par un taux de natalité des plus forts du monde. Les écoles algériennes s’inspiraient du système français et la plupart des enseignants venaient de France. Le français était la langue d’enseignement principale et l’arabe était enseigné comme seconde langue. Après l’indépendance, le gouvernement a repensé le système éducatif de manière à promouvoir les cultures arabe et berbère.
Pour faire face à cette situation, les autorités ont adopté un système de recrutement de « moniteurs » avec un niveau requis modeste, à savoir celui de la 7e année primaire et plus. De nombreux enseignants ont été recrutés ainsi après avoir réussi à des concours organisés en langue arabe et française.
Si en langue française, il était difficile de trouver des candidats répondant aux critères de niveau, en arabe par contre, on recrutait un grand nombre parmi les lettrés des écoles coraniques où il était exigé seulement de savoir lire et écrire. Les  éléments enseignants du corps des moniteurs ainsi créé devaient suivre obligatoirement des cours du soir en pédagogie et en culture générale avec des niveaux I, II, III et IV et avec des examens à passer sous peine de voir leur salaire diminuer. Les cours étaient dispensés par des professeurs nationaux et étrangers recrutés sous contrats notamment parmi les Égyptiens, les Syriens, les Irakiens et parfois les Libanais pour la langue arabe, ainsi que du personnel français parmi les appelés sous les drapeaux en France choisissant d'enseigner plutôt que de passer leur service militaire, ceci suivant une convention signée entre l'Algérie et la France.
Dans les années 1970, le gouvernement a aboli les écoles privées et placé toutes les écoles sous son contrôle. L’école est devenue obligatoire pour tous les enfants de 6 à 15 ans et gratuite de la première année d’école jusqu’à l’université. Dans la même période, une réforme de l’enseignement supérieur s’accompagne  par la création d’un ministère de l’Enseignement supérieur et un ministère de l’Enseignement primaire, moyen et secondaire et dont leurs fonctionnements sont autonomes l'un par rapport à l'autre.
À la fin des années 1970, le système éducatif est arabisé, toutes les matières sont rapidement arabisées, le français étant maintenu en tant que langue étrangère. Le français reste toutefois conservé comme langue d'enseignement des matières scientifiques dans les écoles supérieures et les universités.

## Contexte

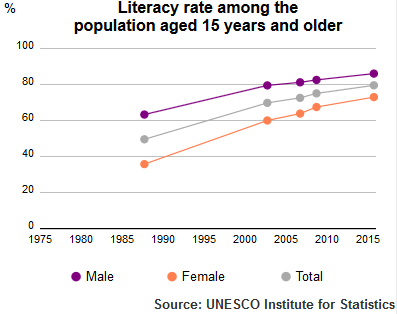
ISU Alphabétisation de population adulte d'Algérie 1985-2015

Les spécialistes constatent l’absence de données sur le système éducatif algérien, du moins de données accessibles au public. Les ministères algériens chargés de l'éducation nationale et l'enseignement supérieur ne produisent pas suffisamment de données, ou ils ne les mettent pas à disposition du public. Cela s'explique par les mauvaises performances du système éducatif algérien, car il est difficile de mesurer l'efficacité de la politique de l’éducation nationale sans données globales et l’absence de transparence qui est un frein majeur à une évaluation objective du système éducatif du pays et donc à une redevabilité des institutions chargées de l’éducation et l'enseignement supérieur.
En dehors du secteur public, de nombreuses écoles privées et instituts existent en Algérie pour la formation de techniciens supérieurs et de cadres. Le plan de développement 2005-2009, consacre 26 % du budget de l’Algérie au système éducatif dans son ensemble : 13,8 % pour l’éducation nationale et 6,4 % pour l’enseignement supérieur. Des programmes furent aussi mis en place pour combattre l’analphabétisme. Le taux d’analphabétisme, qui était de 90 % en 1962, est tombé à moins de 40 % en 1990 et à 22,3 % selon le recensement de 2008.
L'arabe classique est la langue d’enseignement obligatoire durant les neuf premières années. Le français est enseigné à partir de la 3e année, c’est aussi la langue d’enseignement pour les cours avancés de mathématiques et de sciences. Les élèves et les étudiants peuvent aussi apprendre l’anglais, l’espagnol, l’italien ou l'allemand. En 2001, la langue tamazight (le berbère) est devenue une langue nationale inscrite dans la constitution algérienne, en 2005, elle était étudiée dans les lycées avec une obligation de passage à l'examen. Cette décision a été suivie par d'autres pays du Maghreb notamment le Maroc et la Libye.
La Cour des comptes s'est penchée dans son rapport 2024 sur le système éducatif algérien, affirmant que « le rendement du système scolaire algérien est considéré comme l’un des systèmes les plus bas au monde », La Cour note également la recrudescence des cours particuliers l'expliquant par un « manque de supervision et de suivi au sein des établissements scolaires, l’insuffisance dans la compréhension et la perception des cours des matières de base, la faiblesse des résultats scolaires et la pression sociale pour l’obtention de meilleures notes ou niveaux scolaires ».

## Système éducatif

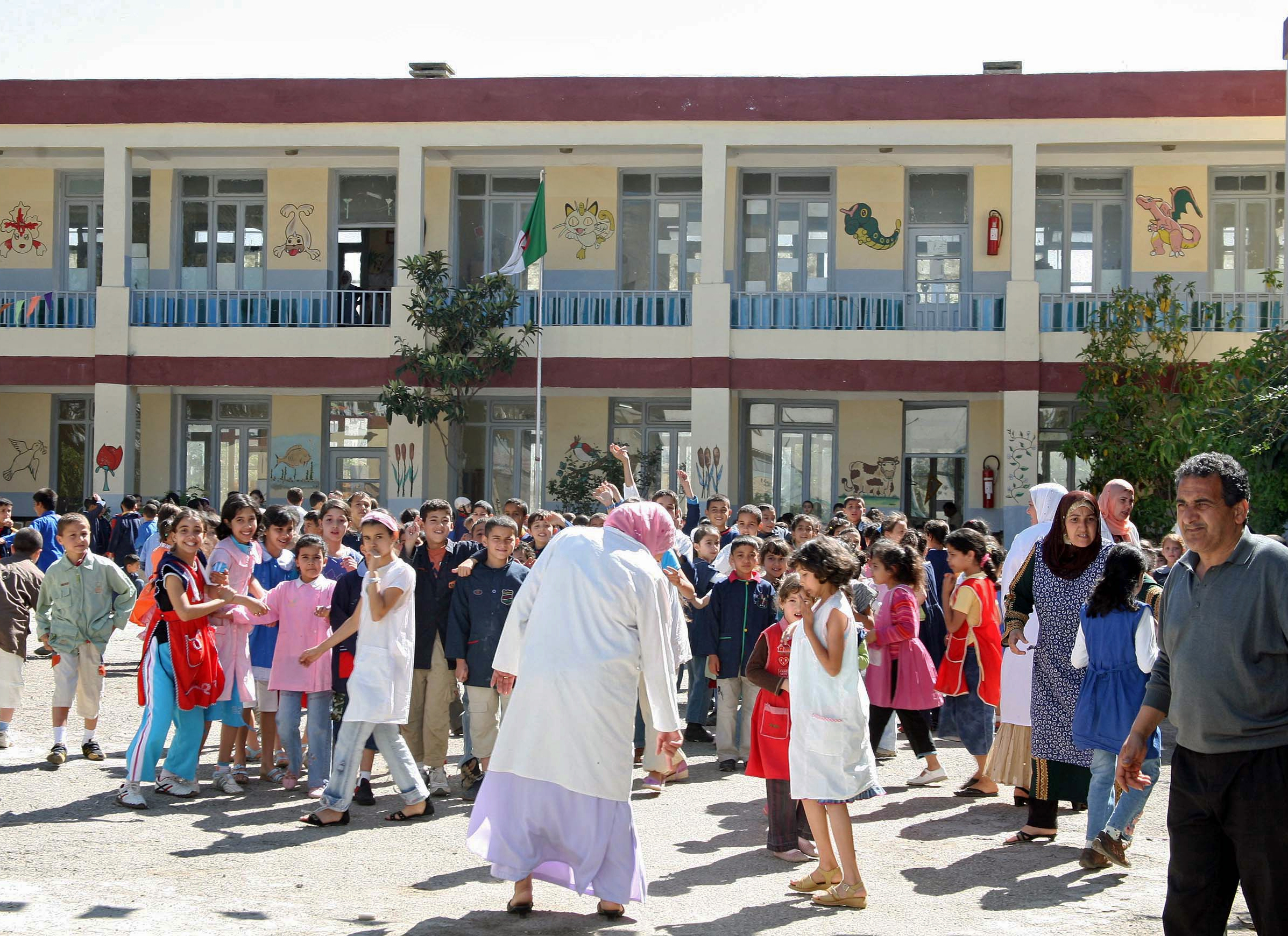
École primaire en Algérie.

Le système éducatif algérien est divisé en plusieurs niveaux : préparatoire, fondamental (primaire, et moyen), secondaire, professionnel et enfin l'enseignement supérieur. Il faut prendre également en compte la formation continue qui est assurée par l'université de la formation continue.
La nouvelle loi de 2008 sur l'orientation sur l'éducation nationale, a fixé les dispositions fondamentales régissant le système éducatif national, et venue compléter l'ordonnance no 76-35 du 16 avril 1976 qui a été le cadre de référence de l'éducation et la formation en Algérie. La loi no 99-05 du 4 avril 1999, modifiée et complétée par la loi no 08-06 du 23 février 2008 a eu pour objet de fixer les dispositions fondamentales applicables à l'enseignement supérieur et l’organisation des cycles de formation supérieure. Le décret exécutif no 08-265 du 19 août 2008 est venue enrichir ces deux lois sur le régime des études en vue de l'obtention du diplôme de master et du diplôme de doctorat.
L'organisation et la gestion des niveaux primaire, moyen et secondaire est assurée par le ministère de l’Éducation nationale, le niveau professionnel est confié au ministère de la formation et de l'enseignement professionnels et enfin la gestion de l'enseignement supérieur est confiée au ministère de l'enseignement supérieur et de la recherche scientifique.
Les réformes de 2008 précisent que le système éducatif algérien pris en charge par le ministère de l’Éducation nationale comprend les niveaux d'enseignement suivants : l’éducation préparatoire, l’enseignement fondamental (regroupant l’enseignement primaire et l’enseignement moyen), l’enseignement secondaire général et technologique.
De plus, cette réforme a conduit à avoir des classes regroupant les générations 1995-1996, sans compter les redoublements vu que les personnes nées en 1995 sont les dernières à bénéficier du système à six ans alors que la génération 1996 est la première à inaugurer l'abolition de la sixième année de primaire.

### Éducation préparatoire
Les réformes de l’Éducation nationale en 2008 ont précisé que l’éducation préscolaire prépare les enfants à l’accès à l’enseignement primaire, elle regroupe les différents stades de prise en charge socio-éducative des enfants âgés de trois à six ans. Elle est dispensée dans des écoles préparatoires, des jardins d’enfants et des classes enfantines ouvertes au sein d’écoles primaires,.
Cette éducation préparatoire a pour objet de favoriser chez les enfants l’épanouissement de leur personnalité et de leur faire prendre conscience de leur corps par les jeux d’habileté sensorimotrice, de créer en eux de bonnes habitudes par l’entraînement à la vie en collectivité, de développer leur pratique du langage à travers des situations de communication induites par les activités proposées et le jeu et de les initier aux premiers éléments de lecture, d’écriture et de calcul à travers des activités attrayantes et des jeux appropriés. Mais vu le caractère non obligatoire de l’éducation préscolaire, l’État a pris l'engagement de veiller au développement de cette éducation et poursuivre la généralisation avec le concours des institutions, administrations et établissements publics, des associations ainsi que du secteur privé.
Depuis l'indépendance de l'Algérie, la tâche du préscolaire a été diluée entre les crèches, les jardins d'enfants, ainsi que le secteur de l’éducation nationale qui comptaient 289 classes de la petite section durant l’année (1981-1982). En 1989-1990, le secteur de l’éducation nationale comptait 546 classes d’enseignement préparatoire. Ce nombre est passé à 1 159 en (1995-1996) pour atteindre 1 269 classes en (1999-2000) et 2.667 en (2004-2005). Durant l’année 2008 et avec l'adoption de la loi 08-04, ce chiffre a été multiplié par 08 en enregistrant 18.068 classes au profit de l’enseignement préparatoire qui regroupe 433 000 élèves, sans compter ceux issus des écoles privées.
La généralisation de l'éducation préparatoire est progressive, selon le ministère de l'éducation nationale. Elle touchera 73 % d’enfants qui sont inscrits en 2012 et une enveloppe de plus de 600 milliards de centimes fut dégagée afin d'acquérir les moyens adéquat. Mais certains pensent que cette généralisation n’a pas été accompagnée de mesures de facilitation de l’intégration des enfants dans le monde scolaire. Ce qui ne facilite pas l’intégration graduelle de l'enfant dans le milieu scolaire, objectif principal de l'éducation prépartoire.

### Enseignement primaire et moyen

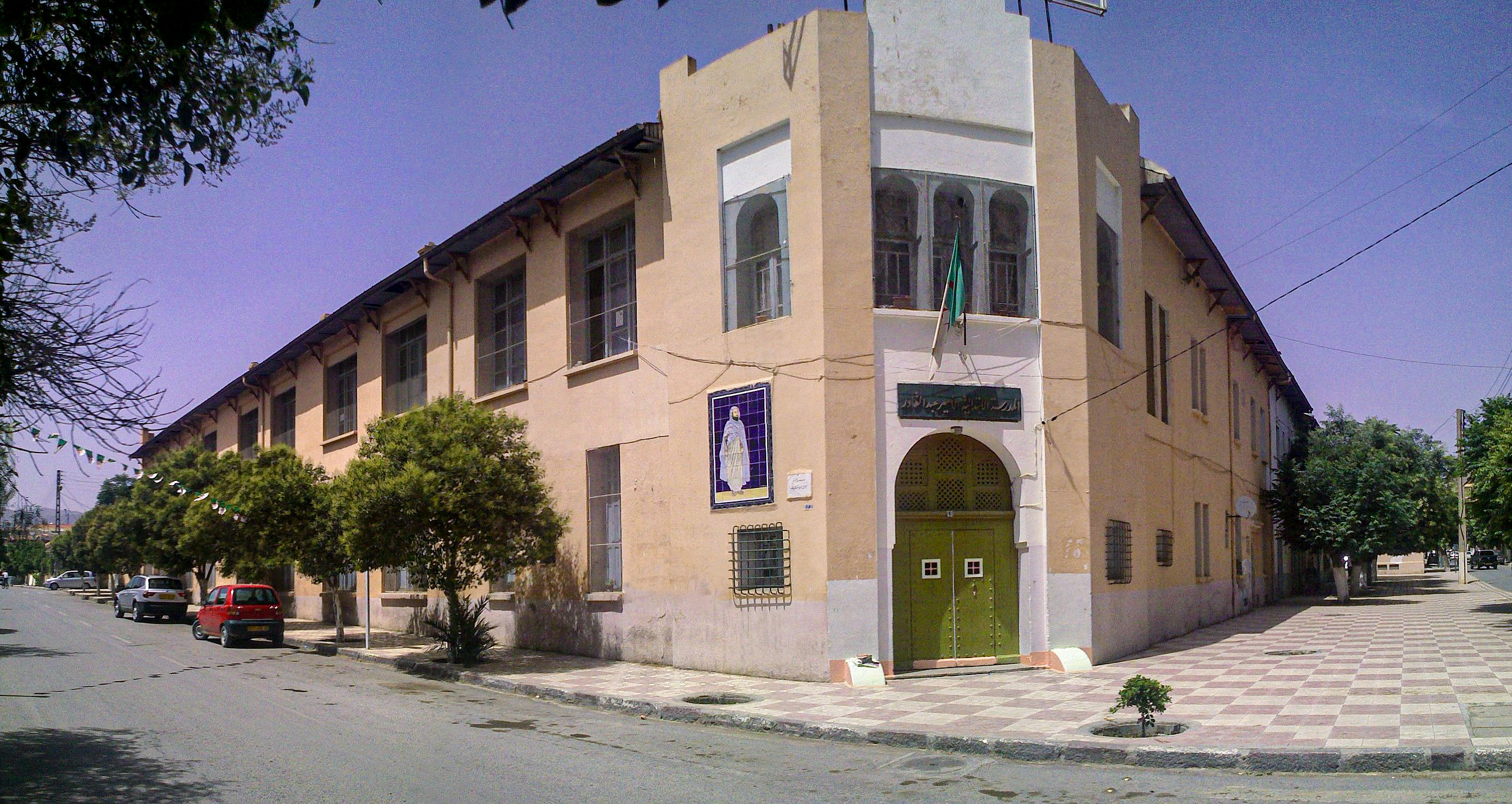
École primaire Emir Abdelkader,Batna

L'enseignement fondamental est l'étape de scolarité obligatoire dont la durée est de neuf ans. Depuis la rentrée scolaire 2003/2004 l'enseignement fondamental comprend l'enseignement primaire d'une durée de cinq ans et l'enseignement moyen d'une durée de quatre ans. Avant la réforme de 2008, l'enseignement fondamental était organisé en trois cycles de trois ans : le cycle  de base, le cycle d'éveil et le cycle d'orientation.
L’enseignement fondamental a pour objet de doter les élèves des outils d’apprentissage essentiels que sont la lecture, l’écriture et le calcul, d’acquérir des compétences qui les rendent aptes à apprendre tout au long de leur vie, de renforcer leur identité en harmonie avec les valeurs et traditions sociales, spirituelles et éthiques issues de l’héritage culturel commun, de s’imprégner des valeurs de la citoyenneté et des exigences de la vie en société, d’apprendre à observer; analyser; raisonner et résoudre des problèmes, de comprendre le monde vivant et inerte, ainsi que les processus technologiques de fabrication et de production, de développer leur sensibilité et d’aiguiser leur sens esthétique, leur curiosité, leur imagination, leur créativité et leur esprit critique, de s’initier aux nouvelles technologies de l’information et de la communication et à leurs applications élémentaires, de favoriser l’épanouissement harmonieux de leur corps et de développer leurs capacités physiques et manuelles, d’encourager l’esprit d’initiative, le goût de l’effort, la persévérance et l’endurance, d’avoir une ouverture sur les civilisations et les cultures étrangères et d’accepter les différences et de coexister pacifiquement avec les autres peuples et de poursuivre des études ou des formations ultérieures.
L'enseignement primaire est d'une durée de cinq ans. L’âge d’admission à l’école primaire est fixé à six ans révolus sauf si une dérogation d’âge est accordée selon des conditions fixées par le ministère de l'éducation nationale. La fin de scolarité dans l’enseignement primaire est sanctionnée par un examen final ouvrant droit à la délivrance d’une attestation de succès. Selon le rapport sur l'état de mise en œuvre du programme d'action en matière de gouvernance de novembre 2008, le nombre d’effectifs scolarisés dans l'enseignement primaire pour la période (2007-2008) était de 3 931 874 ; et le nombre d'écoles primaires pour la même période était de 18 740, alors que l'encadrement dans l'enseignement primaire était assuré par 168 962 enseignants.
L'enseignement moyen est d'une durée de quatre ans. À la fin de la scolarité dans l’enseignement moyen et après un examen final ouvrant droit à l’obtention d’un diplôme appelé « brevet d’enseignement moyen », l'élève est admis automatiquement en 1re année secondaire général et technologique ou vers l’enseignement professionnel, en fonction de leurs vœux. Les élèves non admis ont la possibilité de rejoindre soit la formation professionnelle, soit la vie active, s’ils ont atteint l’âge de seize ans révolus. En 2008, l'effectif des élèves scolarisés dans l'enseignement moyen est estimé à 2 595 748, accueillaient dans 4 272 collèges, alors que l'encadrement dans l'enseignement moyen était assuré par 116 285 enseignants.
Selon le ministère de l'éducation nationale la rentrée scolaire de septembre 2011 a enregistré une hausse significative dans l'enseignement fondamental avec un effectif global de 406 285 enseignants et 8 239 000 élèves, avec un taux de scolarisation des enfants âgés de six ans s'élevant à 98,16 % en 2010. Le taux de réussite à l'examen de fin de cycle primaire en 2012 est de 83,98 % avec 5 points de plus par rapport à l’année 2011, tandis que le taux de réussite au brevet d'enseignement moyen a atteint 72,10 % en 2012 contre 44 % en 2007, 58,68 % en 2009 et 70,35 % en 2011.

### Enseignement secondaire
L'enseignement secondaire est d’une durée de trois ans, il est dispensé dans des lycées comprenne l'enseignement secondaire général et l'enseignement secondaire technologique. Il est organisé en troncs communs en première année et en filières à compter de la deuxième année. La fin de la scolarité est sanctionnée par le baccalauréat de l’enseignement secondaire, et par le baccalauréat de technicien pour les filières de l'enseignement technique (électronique, chimie, fabrication mécanique, etc.).
L’enseignement secondaire a pour missions, outre la poursuite des objectifs généraux de l’enseignement fondamental : de consolider et d’approfondir les connaissances acquises dans les différents champs disciplinaires, de développer les méthodes et les capacités de travail personnel et de travail en équipe et de cultiver les facultés d’analyse, de synthèse, de raisonnement, de jugement, de communication et de prise de responsabilités, d’offrir des parcours diversifiés permettant la spécialisation progressive dans les différentes filières en rapport avec les choix et les aptitudes des élèves, de préparer les élèves à la poursuite d’études ou de formations supérieures.
La première année de l'enseignement secondaire repose sur le principe des enseignements des troncs communs : le tronc commun lettre (langues et disciplines sociales), le tronc commun sciences (sciences naturelles, sciences physiques et mathématiques) et le tronc commun technologie (mathématiques, sciences physiques, dessin technique et technologie). Au niveau de la 2e et 3e année, les enseignements se diversifient de la manière suivante: 
- l'enseignement secondaire général, regroupe cinq spécialités : Sciences expérimentales, Mathématiques, les lettres et sciences humaines, les lettres et Langue vivante, les lettres et sciences religieuses.
- l'enseignement secondaire technique, regroupe les spécialités suivantes : l'électronique, l'électrotechnique, la mécanique, les travaux publics et de construction, la chimie, les techniques de comptabilité.
- l'enseignement secondaire général et l'enseignement secondaire technique se varient dans les spécialités suivantes : génie mécanique, génie électrique, génie civil, gestion et économie.

L'orientation des élèves des troncs communs de la première année secondaire vers les spécialités techniques ou généraux de l'enseignement secondaire se fait en fin d'année, selon leurs souhaits et leurs résultats obtenus. Le taux d'encadrement dans l’enseignement secondaire comptait un effectif global de 141 200 enseignants en 2010-2011, alors qu'il n'était que 59 964 enseignants en 2003-2004. On compte 230 989 candidats scolarisés admis à l'examen du baccalauréat pour la promotion de juin 2012, soit un taux de réussite de 58,84 %. Cette promotion est composée de 151 021 filles admises, soit un taux de 65,38 % sur l'ensemble des candidats inscrits à l'examen qui été de 392 540 et 79 968 admis parmi les garçons (34,62 %). Dans le cadre de la coopération franco-algérienne, il a été créé en Algérie un établissement d'enseignement secondaire français, le lycée international Alexandre-Dumas d’Alger ouvert en 2002.

## Les chiffres du système éducatif algérien

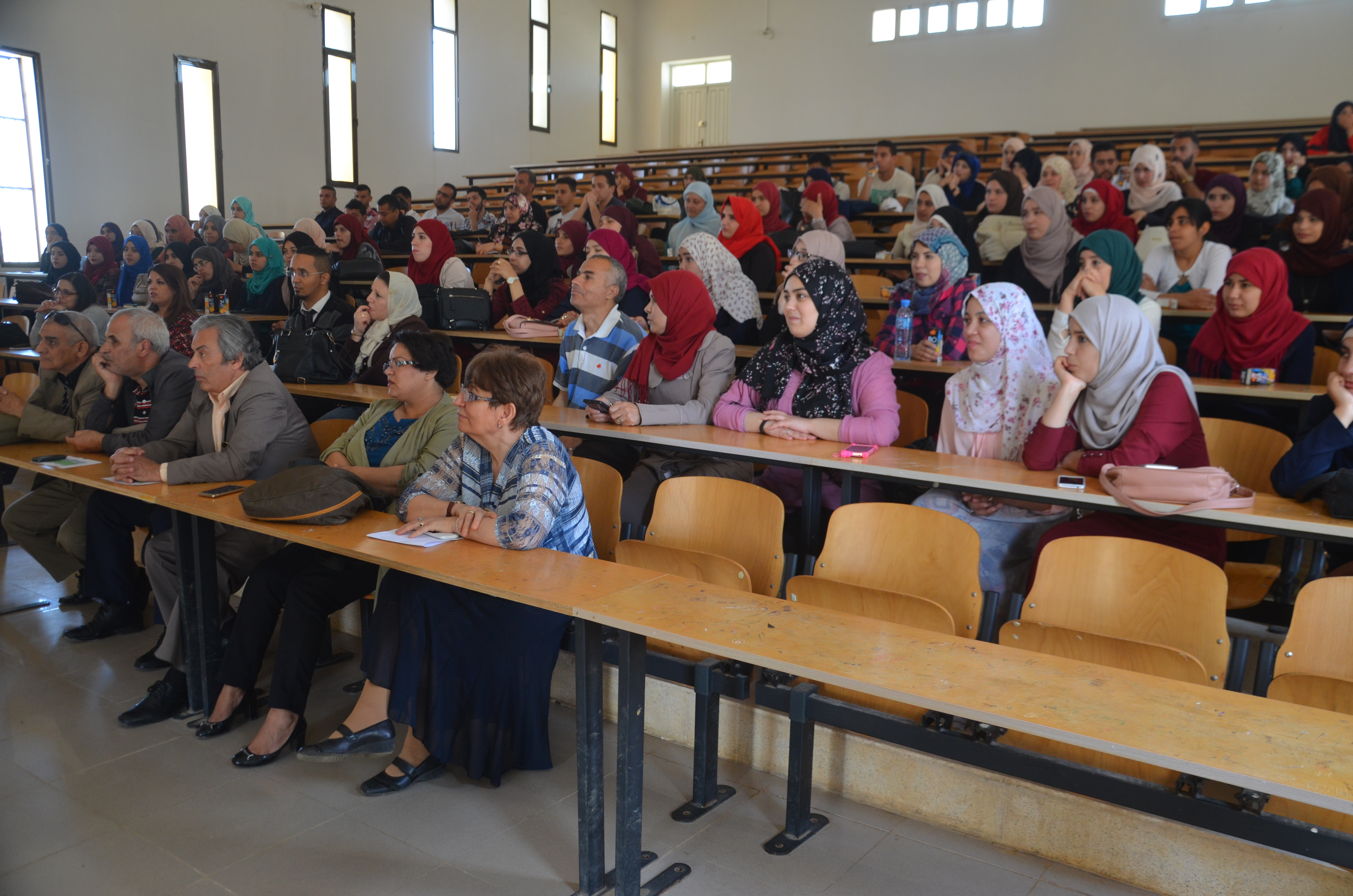
Wikipedia Education Program Algeria V2 Ceremony

Ces chiffres correspondent à l'année scolaire 2016-2017.
- 8 691 006 élèves
- 294 545 divisions pédagogiques
- 459 100 enseignants
  - dont 4878 nouveaux sortants des ENS
- 14 427 établissements scolaires
  - dont 45 nouveaux établissements
- Allocation spéciale de scolarité :
  - Montant : 4000 DA
  - Bénéficiaires : 9 millions
- Manuels scolaires : 60,8 millions d'exemplaires